# Proteina trasportante beta-chetoacil-acile sintasi I
La proteina trasportante beta-chetoacil-acile sintasi I (o beta-chetoacile-ACP sintasi) è un enzima appartenente alla classe delle transferasi, che catalizza la seguente reazione:
un acile-[proteina trasportante acili] + un malonile-[proteina trasportante acili] ⇄ un 3-ossoacile-[proteina trasportante acili] + CO2 + [proteina trasportante acili]
L'enzima è responsabile del passaggio di elongazione della catena nella biosintesi degli acidi grassi. Nel dettaglio, si tratta dell'aggiunta di due atomi di carbonio alla catena dell'acido grasso. Ceppi di Escherichia coli privi di questo enzima sono deficienti in acidi grassi insaturi. 
L'enzima è in grado di utilizzare come substrati tioesteri di ACP (da C2 a C16), così come tioesteri di Co-A (da C4 a C16). La specificità di substrato è molto simile a quella della beta-chetoacil-ACP sintasi II (l'unica differenza consiste nella maggiore attività di quest'ultimo nei confronti della palmitoleoil-ACP (C16Δ9).